# 20세기 미소년
20세기 미소년은 케이블 채널 QTV를 통해 방영되는 대한민국의 버라이어티 프로그램이다. 2013년 4월 16일 방영을 시작했으며 2시즌 동안 총 29개 에피소드가 진행되었다.

## 에피소드

### 시즌 1
| 에피소드 # | 방영일          |
| ---------- | --------------- |
| 1          | 2013년 4월 16일 |
| 2          | 2013년 4월 23일 |
| 3          | 2013년 4월 30일 |
| 4          | 2013년 5월 7일  |
| 5          | 2013년 5월 14일 |
| 6          | 2013년 5월 21일 |
| 7          | 2013년 5월 28일 |
| 8          | 2013년 6월 4일  |
| 9          | 2013년 6월 11일 |
| 10         | 2013년 6월 18일 |
| 11         | 2013년 6월 25일 |
| 12         | 2013년 7월 2일  |
| 13         | 2013년 7월 9일  |

### 시즌 2
| 에피소드 # | 방영일           |
| ---------- | ---------------- |
| 14         | 2013년 8월 27일  |
| 15         | 2013년 9월 3일   |
| 16         | 2013년 9월 10일  |
| 17         | 2013년 9월 17일  |
| 18         | 2013년 9월 24일  |
| 19         | 2013년 10월 1일  |
| 20         | 2013년 10월 8일  |
| 21         | 2013년 10월 15일 |
| 22         | 2013년 10월 22일 |
| 23         | 2013년 10월 29일 |
| 24         | 2013년 11월 5일  |
| 25         | 2013년 11월 12일 |
| 26         | 2013년 11월 19일 |